# Флорентинска кухня
Флорентинската кухня се характеризира с пет основни елемента: тоскански хляб (плосък, безсолен, добре изпечен с хрупкава коричка и лека вътрешност), двойно пресован зехтин от хълмовете, месо (на скара, телешки стекове по флорентински, печено или задушено с вино дивечово месо като глиганско, заешко или еленско), бобови култури (боб и нахут) и вино Кианти.

## Предястия
- Кростини с черни дробчета (Crostini di fegatini): сготвен пастет от пилешки дробчета върху тоскански хляб, потопен в бульона от готвенето

## Първи ястия
- Хлебна супа или Риболита (Ribollita): основните съставки са черно зеле и боб (видове борлоти, тосканели или канелини). Риболита е зимно ястие с полутвърд вид. За да е по-хубаво, черното зеле трябва да е претърпяло един или няколко зимни студа, които омекват листата му и го правят по-сладко. Обичайно е да се добави струйка двойнопресован зехтин екстра и да нареже пресен лук.
- Хлебна супа (Minestra di pane): рецептата включва много видове зеленчуци: картофи, домати, боб, целина, моркови, лук и особено черно или къдраво зеле, претърпяло поне един зимен студ, който омекотява листата му. Бобът може да бъде от видовете борлото или канелино. Хлябът трябва да е тоскански и стар. В края на готвенето се добавя струйка двойнопресован зехтин и евентуално няколко препечени филийки хляб. Рецептата включва множество местни вариации, включително използването на суров нарязан лук, както и готвене на корички или "culetti" от прошуто крудо. Приготвянето на хлебната супа е по-бързо от по-известната риболита, която също преминава през допълнителни фази на готвене.
- Фарината от черно зеле (Farinata di cavolo nero): основата за готвене е минестроне със задължително добавяне на листа от черно зеле, задължително са претърпели зимен студ. По-лекият вариант включва директно готвене на черно зеле с лук, целина, моркови, лют червен пипер и доматен сос. Основата на супата може да се получи и като зеленчуците се сварят във водата, в която са варени боб вид борлоти. Това му придава по-силен вкус и текстура. Фараната трябва да е доста течна, когато се свари, за да може да се добави подходящо количество жълто брашно и да се разбърка до готовност. Към супата може да се добави предварително сварен боб борлоти, така че да остане непокътнат до края на варенето. Като всички тоскански супи се сервира гореща със струйка суров двойнопресован зехтин.
- Папардели със заешко (Pappardelle sulla lepre): паста папардели със заешко рагу

- Риболита
- Хлебна супа

## Втори ястия
- Стек по флорентински (Bistecca alla fiorentina): разфасовка от телешко или домашно говеждо, първоначално от породата Кианина, което със специфична подготовка се превръща в едно от най-известните ястия на тосканската кухня. Това е висок разрез, включително костта, за приготвяне на скара, с малка степен на готвене.
- Шкембе по флорентински (Trippa alla fiorentina): вече свареното и добре измито шкембе се нарязва на ивици и се добавя към предварително приготвената запръжка от лук. Някои добавят и нарязани моркови, магданоз, целина и скилидка чесън. След това освен солта и черния пипер се добавят малко белени домати и се вари. Сервира се горещо, поръсено по желание с настърган пармезан и струйка зехтин.
- Палачинки по флорентински (Crespelle alla fiorentina): палачинки, пълнени си със спанак, рикота и яйца, покрити със сос бешамел, домат и настърган пармезан, и запечени на фурна.
- Мозък по флорентински (Cervello alla fiorentina): от мозъка на възрастно говеждо или теле, който първо се готви за няколко минути във вряща вода без сол, след което се премахва външната защитна обвивка и се нарязва на филийки, които след това се начукват и пържат в зехтин до пълно златисто. След това ястието се подправя с щипка сол и се поднася с резенчета лимон, които обикновено се придружават от пържени втори ястия.
- Меса в долчефорте (Carni in dolceforte): мариновано месо на парчета, напр. глиганско, се запържва в тиган и се намокря с червено вино, след което се готви 2 часа. След като се свари, сосът се прецежда, отново се поставя на котлона с лъжица брашно или картофено нишесте и се готви 5 минути, като се бърка често. Добавят се нарязан шоколад, стафиди, захаросани плодове и кедрови ядки. Добавя се отново месото и след бързо разбъркване се сервира всичко.
- Треска по флорентински (Baccalà alla fiorentina): трескаа се реже на филета и се набрашнява. В тиган с олио се запържват 3 счукани скилидки чесън, добавя се треската и се оставя да се запържи от двете страни. Овкусява се с прясно смлян пипер и се добавя доматеното пюре, разредено с капка вода, като се варете 10 минути на слаб огън.

- Стек по флорентински
- Шкембе по флорентински

## Гарнитури
- Боб ал учелето (Fagioli all'uccelletto): за класическото приготвяне на тази гарнитура (може и да се използва като единствено ястие) се използват различни видове боб. Пелегрино Артузи го нарича „птичи боб“ и ги предлага в комбинация с варено месо или като самостоятелно ястие. За приготвянето той препоръчва да се използва тиган и да се започне с леко задушаване на олио и салвия (градински чай), в които се добавят предварително сварените зърна за овкусяване. Доматеният сос, солта и черният пипер се добавят почти веднага. Паоло Петрони предлага добавяне на пържен чесън и възможност за използване на цели домати.
- Грах по флорентински (Piselli alla fiorentina): в тиган със зехтин се слагат скилидка чесън, връзка ненарязан магданоз, почистен пресен (или замразен) грах и щипка сол. Грахът се залива със студена вода и се вари на слаб огън без капак около половин час или докато грахът се свари добре и водата се изпари. Към края на готвенето се добавят нарязаният на ивици бекон и се готви още няколко минути. Овкусява се със сол, маха се чесънът и магданозът, и се поднася топло.

## Единствени ястия
- Боб ал учелето (вж. „гарнитури“ по-горе)
- Лампредото (Lampredotto): вид улична храна, приготвено от една от четирите части на стомаха на едрия рогат добитък – сирищника. Вари се дълго време във вода с домат, лук, магданоз, морков и целина. Възможно е да се опита както като обикновено варено месо, подправено със зелен сос, така и по най-обичания от флорентинците начин, тоест нарязан на малки парчета като пълнеж за пикантен тоскански сандвич – семеле (semelle), чиято горна част част обикновено се накисва в бульона за готвене на лампредото.
- Панкото (Pancotto): чорба, приготвена с парчета стар хляб, сварен в бульон или вода и подправен с масло, сол, олио и настърган пармезан, с добавка, понякога, на доматен сос.
- Панцанела (Panzanella): обикновено включва стар хляб, домати, червен лук и босилек, всичко подправено със зехтин, оцет и сол. В Тоскана и Умбрия хлябът се оставя да се накисне във вода и след това се изцежда, докато стане на трохи и се начупва на парчета, за да се смеси с другите съставки. Както всички бедни и популярни ястия, които в миналото са се приготвяли с налично тогава, няма единна кодирана рецепта. Някои варианти са признати за канонични, като този с добавка на краставица, други са по-свързани с креативността на главния готвач, както в случая с използването на маслини, твърдо сварени яйца (например в рула като гарнитура) и риба тон. Други съставки, които обединяват това ястие с друга типично лятна рецепта – студения ориз, могат да бъдат моркови, копър, царевица, целина, сурови чушки, кренвирши, моцарела, различни видове сирена, кисели краставички, боб борлоти, както и билки на вкус и др. Консумира се за предпочитане през лятото.
- Папа ал помодоро (Pappa al pomodoro): селският произход на това първо ястие се демонстрира от неговите съставки: стар тоскански домашен хляб (безсолен), домати, зеленчуков бульон, скилидки чесън, босилек, тоскански двойнопресован зехтин, сол и черен пипер.

- Фаджоли ал учелето
- Сандвич с лампредото
- Панкото
- Панцарела
- Папа ал помодоро

## Десерти
- Скиачата по флорентински (Schiacciata alla fiorentina): тази торта традиционно се прави по време на карнавалния период. Не трябва да надвишава 3 см височина при готвене и трябва да остане мека. Обикновено се приготвя в половин тава, подобна на тези, използвани за пица на парче.
- Кастанячо (Castagnaccio): торта от кестеново брашно, произхождаща от Тоскана, сега също типична за Апенинските райони на Умбрия, Пиемонт, Лигурия, Лацио, Емилия-Романя и алпийски или равнинни райони (Венето и Ломбардия) и остров Корсика. Това е типично есенно ястие, което се получава чрез готвене във фурната на смес от кестеново брашно, вода, необработен зехтин, кедрови ядки и стафиди. Местните вариации включват добавяне на други съставки, като розмарин, портокалова кора, семена от копър, сушени плодове като орехи, кедрови ядки, букови ядки. Идеалният акомпанимент за нея е рикота или мед от кестени, младо вино или сладки вина като vin santo.
- Ченчи (Cenci), известни и като Chiacchiere, šprelle, crostoli, frappe, lie, са традиционна сладка и хрупкава паста, приготвена от тесто, което е оформено на тънки усукани панделки, пържено и поръсено с пудра захар. Те са широко разпространени в голяма част от Европа и най-често се консумират в периода непосредствено преди Великите пости, обикновено по време на карнавала.
- Оризови пърженки (Frittelle di riso): Оризовите пърженки на Свети Йосиф са традиционен десерт за Деня на бащата на 19 март в Централна Италия, по-специално се приготвят в Тоскана и в някои райони на Умбрия и Лацио.
- Пан ди рамерино (Pan di ramerino): „сандвич“, не много голям, мек и сладък, направен от тесто за хляб, стафиди и розмарин. Често към сместа се добавят мляко и яйца.
- Дзукото (Zuccotto): традиционен десерт от флорентинската кулинарна традиция, чийто произход датира от изобретението на Бернардо Буонталенти за един от семейните банкети на Медичите. Първоначално известен като „Каската на Катерина", той се характеризира с напълно различни съставки от тези, които отличават съвременната версия. Всъщност оригиналната рецепта е включвала използването на рикота, какаови зърна и цитрусови кори за вътрешния пълнеж, с преобладаващо бял монохроматичен вид, докато външното покритие е било овкусено с ликьор Алкермес, което му е придавало яркочервен цвят.
- Скиачата с грозде (Schiacciata con l'uva): взема се хлебно тесто и се добавя малко зехтин, овкусен като се загрее с розмарин, след това се разточва половината тесто и се поставя в тава, като се покрие с черно грозде (вариант канайола – с малки зърна). Поръсва се със захар и гроздето се покрива с другата половина от разточеното тесто, като отгоре се нареждат други зърна грозде. Отново се поръсват със захар и се пече в силно загрята фурна за 30 минути. Консумира се добре охладено.

- Скиачата по флорентински
- Кастанячо
- Ченчи
- Оризови пърженки
- Пан ди рамерино
- Дзукото

|  | Тази страница частично или изцяло представлява превод на страницата Cucina fiorentina в Уикипедия на италиански. Оригиналният текст, както и този превод, са защитени от Лиценза „Криейтив Комънс – Признание – Споделяне на споделеното“, а за съдържание, създадено преди юни 2009 година – от Лиценза за свободна документация на ГНУ. Прегледайте историята на редакциите на оригиналната страница, както и на преводната страница, за да видите списъка на съавторите. ВАЖНО: Този шаблон се отнася единствено до авторските права върху съдържанието на статията. Добавянето му не отменя изискването да се посочват конкретни източници на твърденията, които да бъдат благонадеждни. |